# Apodichthys
Apodichthys is een geslacht van straalvinnige vissen uit de familie van botervissen (Pholidae).

## Soorten
- Apodichthys flavidus Girard, 1854
- Apodichthys fucorum Jordan & Gilbert, 1880
- Apodichthys sanctaerosae (Gilbert & Starks, 1897)